# کامد اللوز
کامد اللوز (به عربی: كامد اللوز) یک منطقهٔ مسکونی در لبنان است که در بقاع واقع شده‌است.
 کامد اللوز  ۶٬۰۰۰ نفر جمعیت دارد.